# Peter Donath
Peter Donath (* 1962 in Meißen) ist ein deutscher Schauspieler.

## Leben
Peter Donath begann 1987 ein Studium an der Theaterhochschule Leipzig, wechselte 1989 an das Schauspielstudio des Staatsschauspiels Dresden und schloss dort seine Ausbildung 1991 mit dem Diplom ab. Sein erstes Engagement führte ihn im selben Jahr an das Theater Bonn, in den Jahren darauf folgten Verpflichtungen an das Mittelsächsische Theater, das Staatstheater Cottbus, das Deutsch-Sorbische Volkstheater in Bautzen und die Theater in Erfurt und Aachen. Im Jahr 2000 trat Donath ein mehrjähriges Engagement am Potsdamer Hans Otto Theater an, ehe er 2004 an das Berliner Ensemble wechselte, dem er bis 2009 angehörte. Seitdem sah man Donath unter anderem am Berliner Kriminal Theater, am Landestheater Neustrelitz und am Theater der Altmark.
Benvolio und Tybalt in William Shakespeares Romeo und Julia, Happy in Tod eines Handlungsreisenden von Arthur Miller, der Sekretär Wurm und der Präsident von Walter in Friedrich Schillers Kabale und Liebe oder Edouard Dindon in dem Musical La Cage aux Folles von Jerry Herman und Harvey Fierstein waren einige Rollen in Donaths Bühnenlaufbahn. Im Berliner Kriminal Theater war er 2008 als Fritz Haarmann in einer Bühnenfassung des Films Der Totmacher unter der Regie von Wolfgang Rumpf zu sehen. Weitere bekannte Regisseure, mit denen Donath zusammenarbeitete, waren neben anderen Claus Peymann, Peter Zadek und Heiner Müller.
Vor der Kamera wirkte Donath in einigen preisgekrönten Inszenierungen mit, so als Manfred Salow in dem 1999 mit dem Grimme-Preis ausgezeichneten Fernsehfilm Abgehauen und 2000 in Volker Schlöndorffs mit mehreren Preisen bedachtem Kinofilm Die Stille nach dem Schuss.
Peter Donath lebt in Berlin.

## Filmografie (Auswahl)
- 1990: Polizeiruf 110 – Das Duell
- 1998: Abgehauen
- 2000: Die Stille nach dem Schuss
- 2005–2006: Schloss Einstein (3 Folgen als Bodo Ragowski)
- 2006: SOKO Wismar – Skatbrüder
- 2011: Der Preis
- 2011: Masks
- 2012: Unser Charly – Kleine Fluchten, große Helden
- 2013: Sputnik